# Artemis Fowl: O Código Eterno
Artemis Fowl: O Código Eterno é o terceiro livro do autor Irlandês Eoin Colfer da série Artemis Fowl. 
A história continua as aventuras de Artemis Fowl e seus amigos na tentativa de recuperar o "Cube", um supercomputador que Artemis construiu usando tecnologia das fadas, roubado por Jon Spiro.